# Polyamori
Polyamori (från grekiska πολυ, poly, många eller flera och latinets amor, kärlek) är utövandet, önskan om eller förmågan till flera samtidiga kärleksrelationer, med samtycke från alla inblandade. Polyamori skiljer sig från polygami, som är giftermål mellan flera parter.
De som praktiserar polyamori skiljer det vanligtvis från öppna förhållanden. Till skillnad från dessa så betonas kärlek och känslomässiga band till alla de man är tillsammans med. Man ser på kärlek som en känsla som bara blir starkare ju mer man känner det, snarare än att man har ett speciellt kärleksförhållande som delas mellan två personer. Man anser att varje relation är annorlunda och att man inte kan byta ut någon man älskar bara för att man också börjar älska någon annan.
Rent praktiskt finns det otaliga varianter, alltifrån någon som bor ensam och har flera partners, ett gift par där båda har andra partners till tre eller fler människor som älskar varandra och bor ihop.
Det finns flera flaggor som symboliserar polyamori. Den polyamorösa flaggan i blått, rött och svart med en Pi-symbol på är från 1995 är den mest spridda. 2020 togs det fram en ny flagga för polyamori i blått och grönt i fyra nyanser med ett hjärta och en evighetsymbol på. 
En symbol för polyamori är en regnbågsfärgad papegoja (röd ara, Ara macao), vilket kommer av att en papegoja stereotypt ges namnet Polly samt Regnbågsflaggan som då ger en koppling till HBTQ. Detta innebär inte att alla personer inom HBTQ-rörelsen ser polyamorösa som en del av densamma.

## Böcker om polyamori
- The Ethical Slut
- Opening up
- När du älskar fler än en
- Du med flera av Tanja Suhinina
- More Than Two: A practical guide to ethical polyamory

## Filmer som innehåller polyamori
- Shortbus
- Splendor
- Whatever Works
- Vicky Cristina Barcelona
- Savages
- Sex of the angels
- Den tatuerade änkan
- Caprica ( serie)
- You me her ( serie)